# Uskrsnuće
 Ovo je glavno značenje pojma Uskrsnuće. Za druga značenja pogledajte Uskrsnuće (razdvojba).
Uskrsnuće je pojam u teologiji koji označava ponovno ujedinjenje duše i tijela nakon smrti ili oživljavanje mrtve osobe. Može se tumačiti doslovno kao oživljavanje mrtvoga tijela i u prenesenom značenju, kao ustanak iz mrtvila, odnosno duhovni preporod.
Uskrsnuće Isusa Krista sastavni je dio vjeroispovijesti svih kršćanskih konfesija, te je postalo središnjim dijelom svih drevnih simbola vjere (vidi: Nicejsko vjerovanje, Nicejsko-carigradsko vjerovanje). Prema Evanđeljima, Isus je uskrsnuo od mrtvih i slavno izišao iz groba treći dan, nakon pribijanja na križ. Evanđelje po Mateju navodi, da se anđeo pojavio kraj Isusova prazna groba i objavio Isusovo uskrsnuće pobožnim ženama Mariji Magdaleni i drugoj Mariji, koje su u osvit došle pogledati grob. Josip Flavije (* 37. - † 100.) židovski i rimski građanin i povjesničar, napisao je djelo "Hebrejske starine" u kojem spominje smrt i uskrsnuće Isusa.